# Poposaurus
Poposaurus (лат.) — вымерший род архозавров из группы круротарзов, обитавший в верхнем триасе на юго-западе современных Соединённых Штатов. Его ископаемые остатки были найдены в штатах Аризона, Нью-Мексико, Техас, Юта и Вайоминг. Относится к кладе Poposauroidea.

## Открытие
Первые ископаемые остатки Poposaurus были обнаружены в 1904 году в Вайоминге. Первоначально он был определён как Paleorhinus bransoni, в качестве отдельного вида с данным названием он был выделен палеонтологом Мелем в 1915 году после находки хорошо сохранившегося скелета.

## Описание
Poposaurus достигал около 4 метров в длину (причём половину длины составлял хвост) и весил, по оценкам, от 60 до 100 килограммов. Предположительно являлся исключительно бипедальной рептилией — не только во время ходьбы или бега, но и когда стоял на месте. Имел удлинённое, сжатое с боков тело с удлинёнными лобковой и седалищной костями. Задние лапы Poposaurus были примерно в два раза больше и значительно мощнее передних. Строение задних лап сходно с тероподами. Самой интересной чертой этих рептилий был длинный хвост, который сначала был толстым, а к концу утончался. Вероятно, такой хвост служил для того, чтобы запасать жир в голодные времена.